# Битва при Литтл-Мадди-Крик
Битва при Литтл-Мадди-Крик (англ. Battle of Little Muddy Creek), также известная как Бой Хромого Оленя (англ. Lame Deer Fight) — сражение между индейским союзом лакота—северные шайенны и армией США во время войны за Чёрные Холмы, произошедшее с 7 по 8 мая 1877 года на юге Монтаны, недалеко от современного города Лейм-Дир.

## Предыстория
После капитуляции Неистового Коня и ухода Сидящего Быка в Канаду, единственной крупной группой свободных индейцев в США был лагерь миннеконжу Хромого Оленя, поклявшегося никогда не сдаваться американским войскам. 1 мая 1877 года полковник Нельсон Майлз повел смешанные силы из своего 5-го полка, 22-го полка, 2-го кавалерийского полка и скаутов из форта Кио на поиски этих индейцев.
В течение последующих пяти дней они двигались на юг вдоль по реке Тонг, пока 5 мая не достигли водораздела между долинами рек Тонг и Роузбад. Нельсон Майлз оставил пехоту охранять обоз с фургонами и повёл кавалерию и вьючных мулов на запад через водораздел. Переправившись через Роузбад незадолго до заката, армия продолжила свой поход ночью. Около трёх утра Майлз приказал сделать продолжительный привал, на рассвете они снова двинулись в путь. Скауты ехали впереди основного отряда. Добравшись до вершины высокого холма, они увидели лагерь Хромого Оленя, находившийся на расстоянии около 24 километров. Полковник дождался заката, а затем повёл своё войско по холмам и лощинам к индейскому лагерю, с частыми остановками, чтобы избежать преждевременного обнаружения. Солдаты шли, пока не оказались вблизи стоянки миннеконжу.

## Сражение

### Нападение на селение миннеконжу
Заметив лагерь из 61 типи на Литтл-Мадди-Крик, Нельсон Майлз приказал сделать привал, чтобы солдаты проверили оружие, а скауты изучили обстановку. Вскоре войска двинулись к индейскому лагерю — лейтенант Эдвард Кейси повёл 20 скаутов в сторону селения, до которого оставалось около километра, чтобы вспугнуть табун лошадей, в то время как рота лейтенанта Лоуэлла Джерома должна была преградить табуну путь и отогнать его. Оставшаяся часть батальона атаковала непосредственно селение, кавалеристами командовал капитан Эдвард Болл.
Мальчишки, сторожившие табун, заметили солдат, спрятались в траве и открыли огонь. Услышав стрельбу, воины вступили в бой, а женщины и старики хватали детей и бежали к холмам. Тем временем Кейси оттеснил тех, кто сторожил лошадей, и рота Джерома захватила их. Лагерь быстро опустел, воины бежали к высокому холму, лежавшему позади. Капитан Рэндольф Норвуд со спешенной ротой кавалерии преследовал их до холма и начал подъём на него. Капитан Джордж Тайлер занял вершину соседнего холма, чтобы накрыть осевших в одном месте воинов перекрёстным огнём и оттеснить их дальше, пока люди Норвуда поднимаются по крутым склонам холма и овладевают высотой.

### Убийство Хромого Оленя
Вождь Хромой Олень, его племянник Железная Звезда и несколько других воинов оказались отрезанными от остальных и запертыми в селении. Полковник приказал своим скаутам сообщить окружённым индейцам, что если они сдадутся, им сохранят жизнь. Один из индейских разведчиков Майлза, Горб, крикнул миннеконжу и шайеннам, что полковник хочет вести с ними переговоры. Индейцы побросали оружие на землю, и Майлз подъехал к ним. Он протянул свою руку Хромому Оленю, а его адъютант, лейтенант Джордж Бэйрд, пожал руку Железной Звезде.
Внезапно один из скаутов полковника, метис Роберт Джексон, очевидно опасаясь за жизнь Майлза, направил свою винтовку на Хромого Оленя. Вождь, видя это, решил, что его хотят убить, схватил один из тех карабинов, которые они положили на землю, и выстрелил в Майлза. Полковник пригнулся и пуля пролетела над ним и попала в грудь его ординарца, рядового Чарлза Штренгера, убив его на месте. Начался бой, несколько солдат и индейцев попали под обстрел. Хромой Олень был убит залпом из 17 пуль. Железная Звезда поддерживал вождя до тех пор, пока он не упал, а затем попытался скрыться, но солдаты роты G убили его на склоне холма.
К девяти утра солдаты полностью контролировали индейское стойбище, миннеконжу и северные шайенны бросили всё свое имущество за исключением нескольких ружей. Было захвачено более 450 лошадей. Нельсон Майлз уничтожил лагерь и половину из захваченного табуна.

## Итоги
Потери армии состояли из 4 убитых и 9 раненых. Индейцы потеряли около 30 человек, включая вождя Хромого Оленя. Прежде чем тронуться в обратный путь, Майлз приказал отобрать из числа захваченных лошадей 200 животных и усадить на них пехоту. Пять Медалей Почёта были вручены солдатам за их действия во время битвы. Битва при Литтл-Мадди-Крик стала последним сражением войны за Чёрные Холмы.